# Pischva (Verwaltungsbezirk)
Pischva (persisch شهرستان پیشوا) ist ein Schahrestan in der Provinz Teheran im Iran. Er enthält die Stadt Pischva, welche die Hauptstadt des Kreises ist.

## Demografie
Bei der Volkszählung 2016 betrug die Einwohnerzahl des Kreises 86.601. Die Alphabetisierung lag bei 84 Prozent der Bevölkerung. Knapp 32 Prozent der Bevölkerung lebten in urbanen Regionen.
| Zensusjahr | Einwohnerzahl |
| ---------- | ------------- |
| 2011       | 75.454        |
| 2016       | 86.601        |